# Riccardo Campione
Riccardo Campione (* 2002 in Hamburg) ist ein deutsch-italienischer Schauspieler.

## Leben
Riccardo Campione wuchs bilingual mit Deutsch und Italienisch als Muttersprachen auf. Seine schauspielerischen Fähigkeiten erwarb er bei agenturinternem Schauspielunterricht an einer Hamburger Agentur für Nachwuchsdarsteller. 2014/15 wirkte er im Stage Theater im Hamburger Hafen in den Musicalproduktionen Das Wunder von Berlin und Tarzan mit. Seit 2023 absolviert er ein Schauspielstudium an der Filmuniversität Babelsberg Konrad Wolf (Abschluss 2027).
Seit 2016 steht Campione regelmäßig für Film- und Fernsehproduktionen vor der Kamera. In der 30. Staffel der ARD-Vorabendserie Großstadtrevier (2017) spielte er den jungen Lennard, der mit der Hauptrolle im Musical Das Wunder von Berlin besetzt wurde und keinen Kontakt zu seinem kriminellen Vater möchte.
In dem zweiteiligen Filmdrama Gladbeck (2018) verkörperte er den 14-jährigen Emanuele De Giorgi, der von dem Geiselnehmer Dieter Degowski durch einen Kopfschuss getötet wird.
In Lukas Nathraths Abschlussfilm Kippa, der mit dem Civis – Europas Medienpreis für Integration und dem Studio Hamburg Nachwuchspreis ausgezeichnet wurde, hatte Campione seine künstlerisch bisher anspruchsvollste Rolle. Er spielte, an der Seite von Jungschauspielern wie Samy Abdel Fattah, Zoran Pingel und Junis Marlon, den 14-jährigen Schüler Oskar, der antisemitisches Mobbing und Ausgrenzung erfährt, nachdem seine Mitschüler und Freunde erfahren, dass er Jude ist.
In der 32. Staffel der TV-Serie Großstadtrevier (2019)  hatte er erneut eine Episodenhauptrolle, diesmal als Schulschwänzer Giovanni Cavallo. In der 19. Staffel der TV-Serie Um Himmels Willen (2020) spielte er den früheren Problemjugendlichen Benni Gerber und den Sohn einer alleinerziehenden Mutter, dem seine Lehrstelle gekündigt wurde. In der 16. Staffel der ZDF-Serie Notruf Hafenkante (2021) übernahm er eine Episodenrolle als erfolgreicher Nachwuchsfußballer Dominik Vogt. In der 13. Staffel der TV-Serie Die Bergretter (2021) hatte Campione eine dramatische Episodenhauptrolle als Tischlerlehrling Jakob Landsberger, der ein schwieriges Verhältnis zu seinem Vater (Michael von Au) hat.
Im 11. Film der ARD-Fernsehreihe Der Kroatien-Krimi, der im Januar 2022 erstausgestrahlt wurde, spielte Campione den transidenten Anton Djulic, der mit Homophobie und religiösem Fundamentalismus innerhalb patriarchalischer Familienstrukturen verfolgt wird, als er seinen Wunsch, „Antonia“ zu sein, auslebt. Im Hamburger Tatort: Tyrannenmord (2022) war er an der Seite von Valerie Stoll und Anselm Bresgott als Präsidentensohn Juan Mendez zu sehen. In der 8. Staffel der Fernsehserie In aller Freundschaft – Die jungen Ärzte (2023) übernahm er eine dramatische Episodenhauptrolle als junger Motorradfahrer Jonas Conradi, der ein schwieriges Verhältnis zu seiner alleinerziehenden Mutter hat.
Riccardo Campione lebt in Hamburg.

## Filmografie (Auswahl)
- 2017: Großstadtrevier (Fernsehserie, Folge Wunder und Wünsche)
- 2018: Gladbeck (Fernsehfilm)
- 2019: Kippa (Kurzfilm)
- 2019: Großstadtrevier (Fernsehserie, Folge Freibad)
- 2020: Um Himmels Willen (Fernsehserie, Folge Letzte Chance)
- 2021: Die Pfefferkörner (Fernsehserie, Folge Hausboot in Not)
- 2021: Notruf Hafenkante (Fernsehserie, Folge Fußball-Mütter)
- 2021: Die Bergretter (Fernsehserie, Folge Roter Schnee)
- 2022: Der Kroatien-Krimi (Fernsehreihe, Folge Tod im roten Kleid)
- 2022: Tatort: Tyrannenmord (Fernsehreihe)
- 2022: Another Monday (Fernsehserie)
- 2022: Lehrer kann jeder! (Fernsehfilm)
- 2023: SOKO Stuttgart (Fernsehserie, Folge Festgefahren)
- 2023: In aller Freundschaft – Die jungen Ärzte (Fernsehserie, Folge Heiß und kalt)
- 2023: Intimate (Fernsehserie, Folge Live Action Role Play)
- 2024: Ungeschminkt (Fernsehfilm)
- 2024: Helen Dorn: Der deutsche Sizilianer (Fernsehreihe)
- 2024: Hameln (Fernsehserie)
- 2025: SOKO Köln (Fernsehserie, Folge Ins Abseits gelaufen)
- 2025: SOKO Potsdam (Fernsehserie, Folge Schöner leben)